# Landport
Landport est un district situé près du centre de l’île de Portsea et fait partie de la ville de Portsmouth, en Angleterre.

## Source
- (en) Cet article est partiellement ou en totalité issu de l’article de Wikipédia en anglais intitulé « Landport » (voir la liste des auteurs).